# Liriomyza undulatimentula
Liriomyza undulatimentula är en tvåvingeart som beskrevs av Mitsuhiro Sasakawa 1992. Liriomyza undulatimentula ingår i släktet Liriomyza och familjen minerarflugor.
Artens utbredningsområde är Peru. Inga underarter finns listade i Catalogue of Life.